# Rhopalicus pallipes
Rhopalicus pallipes is een vliesvleugelig insect uit de familie Pteromalidae. De wetenschappelijke naam is voor het eerst geldig gepubliceerd in 1888 door Provancher.